# Чернорицкий, Валерий Анатольевич
Валерий Анатольевич Чернорицкий (род. 19 мая 1961 года, Великий Устюг, Вологодская область, РСФСР, СССР) — российский художник, академик Российской академии художеств (2021).

## Биография
Родился 19 мая 1961 года в Великом Устюге, живёт и работает в Москве.
В 1990 году — окончил Московский художественный институт имени В. И. Сурикова, отделение монументальной живописи, руководитель творческой мастерской Ю. К. Королёв.
С 1992 года — член Творческого Союза художников России, с 1994 года — член Московского Союза художников, с 2016 года — член Московского Союза художников России, с 2017 года — член Союза художников России.
В 2007 году — избран членом-корреспондентом, в 2021 году — академиком Российской академии художеств от Отделения живописи.
С 2018 года — заведующий кафедрой монументально-декоративной живописи Московской художественно-промышленной академии имени С. Г. Строганова.

## Творческая деятельность
Основные произведения: «Деревенские похороны» (180х300 см, х.м., 1989 г.), «Собирательница трав» (150х120 см, х. м., 1989 г.), «Возвращение из Египта» (180х220 см, х. энкаустика, 1995 г.), «Сон под Рождество» (200х210 см, х., энкаустика, 1996 г.), «Алхимическая свадьба» (210х500 см, х., энкаустика 2001 г.), «Портрет Фабио Леонардиса» (150х100 см, х., сангина, 2008 г.), «Портрет Мишеля Крочи-Спинелли» (120х80 см, х., уголь, 2011 г.), «Портрет художника Шмаринова А. Д.» (90х110 см, х.м., 2014 г.), «Портрет художника Сергея Алимова» (130х130 см, х.м., 2015 г.), «Портрет телеоператора Тома Паттерсона» (160х100 см, 2016 г.)
Монументальные работы (совместно с А. В. Соколовой)
- «Грюндвальдская битва» (Санаторий «Энергетик», Литва, 1989—1991 гг.);
- Фреска в греческой церкви (о. Корсика, 1991 г.);
- «Распятие» (Кафедральный собор, г. Эвиза, Франция, 1992 г.);
- Капелла «Святой Лючии» (г. Пьяна, о. Корсика, 1993—2005 гг.);
- капелла «Maria Madre della Chiesa» (Кафедральный собор, г. Терни, Умбрия, Италия, 2005—2008 гг.).